# Koszmarny Karolek (film)
Koszmarny Karolek (ang. Horrid Henry: The Movie) – brytyjski film familijno-przygodowy z 2011 roku, wzorowany na serii książek pod tym samym tytułem.
Film został negatywnie oceniony przez krytyków. Serwis Rotten Tomatoes przyznał mu wynik 9%.
Film jest również pierwszym filmem aktorskim, do którego Polsat zlecił dubbing. 

## Obsada
| Postać                       | Aktor            | Polski dubbing         |
| ---------------------------- | ---------------- | ---------------------- |
| Koszmarny Karolek            | Theo Stevenson   | Franciszek Dziduch     |
| Pani Kat-Toporska            | Anjelica Huston  | Teresa Lipowska        |
| Wil von Wilko                | Richard E. Grant | Grzegorz Kwiecień      |
| Wredna Wandzia               | Scarlett Stitt   | Martyna Sommer         |
| Doskonały Damianek           | Ross Marron      | Mateusz Ceran          |
| Tata                         | Mathew Horne     | Jarosław Domin         |
| Mama                         | Siobhan Hayes    | Iwona Rulewicz         |
| Dyrektorka                   | Rebecca Front    | Anna Apostolakis       |
| Wymokły Wiluś                | David Schneider  | Janusz Wituch          |
| Pani Miodzik                 | Parminder Nagra  | Julia Kołakowska       |
| Jędzowata Jadzia             | Helena Barlow    | Małgorzata Steczkowska |
| Piskliwa Paulisia            | Kimberley Walsh  | Aleksandra Kowalicka   |
| Ordynarny Olo                | Lloyd Howells    | Bernard Lewandowski    |
| Lotny Lolo                   | Reuben Lee       | Jakub Jankiewicz       |
| Muskularny Miecio            | Conor O'Mara     | Wojciech Chyży         |
| Karate Krzyś                 | Jack Sanders     | Jan Cięciara           |
| Płaczliwy Piotruś            | Billy Kennedy    | Olaf Marchwicki        |
| Roztargniony Roch            | Alex Clifton     | Brak                   |
| Kucharka                     | Jo Brand         | Jolanta Wołłejko       |
| Wyniosły Wojtuś              | Tyger Drew-Honey | Miłosz Konkel          |
| Różowa Koszula               | Dominic Wood     | Robert Czebotar        |
| Turkusowa Koszula            | Richard McCourt  | Krzysztof Szczerbiński |
| Prababcia cioteczna Gertruda | Prunella Scales  | Nieznana aktorka       |

## Fabuła
Koszmarny Karolek i reszta chłopaków z Gangu Purpurowej Czaszki uważają się za lepszych od szkoły. Życie Karolka to nieustanna wojna z dorosłymi. Tym razem jednak czeka go wyjątkowo koszmarne wyzwanie: wizytatorzy z Kuratorium chcą zamknąć szkołę. Karolek i jego przyjaciele nie mają czasu do stracenia. Nawet znienawidzona przez niego Wredna Wandzia oraz jego irytujący brat Doskonały Damianek pomagają mu ratować szkołę. Razem muszą powstrzymać nieuczciwych kuratorów i pokrzyżować plany nikczemnego dyrektora, Wila von Wilko.